# Chiesa delle Muneghette
La chiesa delle Muneghette – in realtà intitolata a Gesù e Maria – era, assieme al suo convento, un piccolo complesso religioso di Venezia, sito in campo della Lana nel sestiere di Santa Croce, non lontano dalle chiese di San Simeon piccolo e quella demolita di Santa Croce.

## Storia
Il complesso fu fondato da Angela Maria Pasqualigo (1562-1652). La donna, orfana in tenera età, era stata condotta a Candia dallo zio nominatovi governatore dalla Repubblica di Venezia. Da qui, dopo aver preso i voti nel monastero di Santa Caterina, tornò a Venezia. Nel 1622, recuperate alcune proprietà di famiglia, provvide a fondare il piccolo convento sotto la Regola di sant'Agostino. Il patriarca Giovanni Tiepolo benedisse il convento e il primo oratorio nel 1623. Le regole di clausura vennero riconosciute e autorizzate ufficialmente da papa Innocenzo X nel 1647.

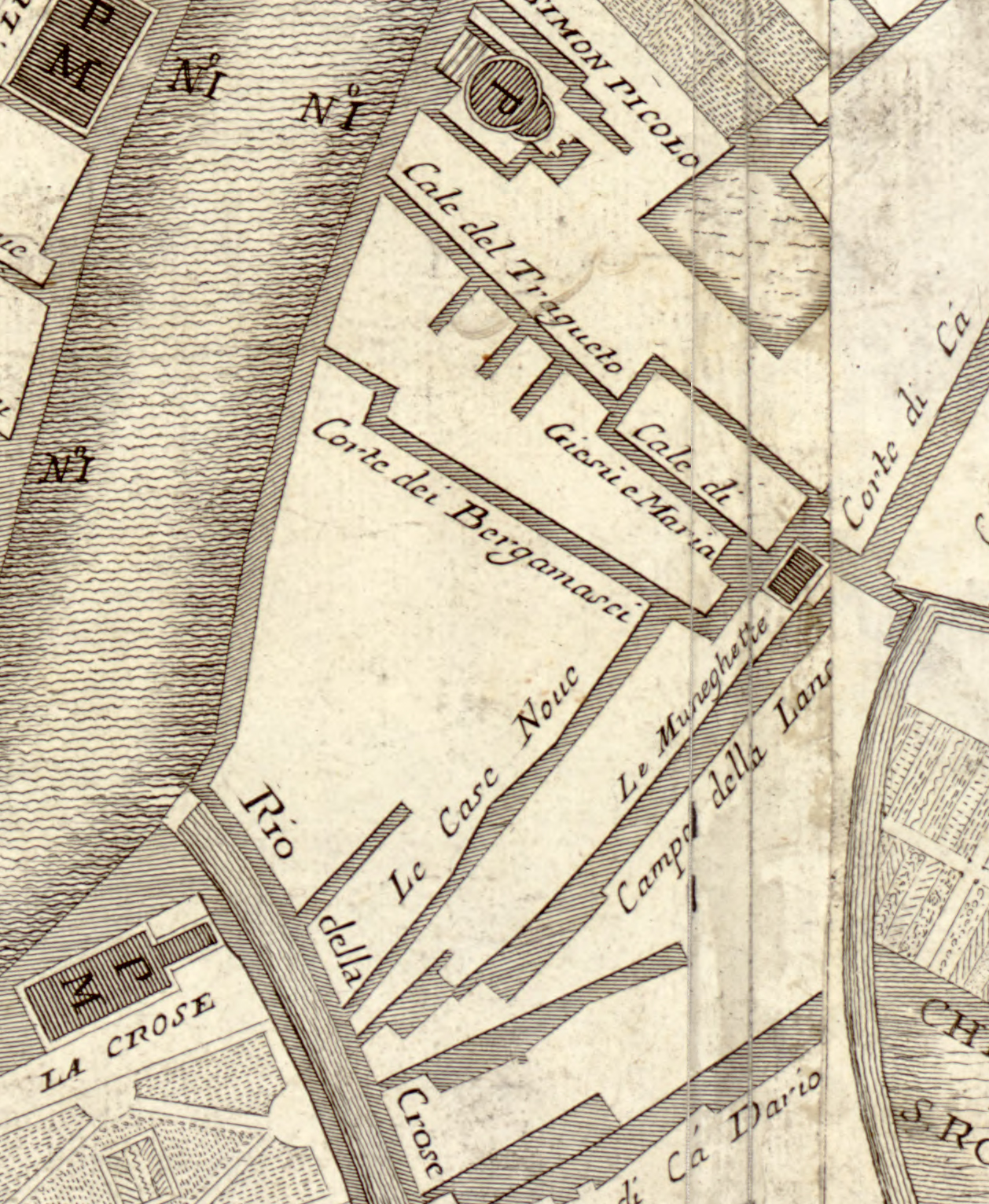
Posizionamento della chiesa dei Gesù e Maria detta le Muneghette nella mappa di Ludovico Ughi, 1730.

Il convento fu chiuso e la chiesa spogliata a seguito dei decreti napoleonici del 1806, tuttavia le monache riuscirono a tornarne in possesso nel 1821. Il complesso abbandonato dalle agostiniane, in data imprecisata, per trasferirsi nel convento di Mestre, e caduto in rovina fu demolito dopo la fine della seconda guerra mondiale per far posto a nuova edilizia civile.

## Descrizione
Non ci restano molte immagini storiche dell'edificio, essendo l'ambito chiuso e povero dov'era inserito di minore interesse per i vedutisti. Ci resta invece un'illustrazione più recente (1847 circa) di Giovanni Pividor, piuttosto attendibile vista le corrispondenze con una rara fotografia esistente ma ripresa con un campo angolare più ristretto. A parte gli indizi del breve campanile e delle finestre termali non è possibile una ricostruzione dell'orientamento della chiesa e l'eventuale facciata.
L'interno piuttosto semplice presentava tre altari. Sull'altare maggiore stava una pala di Pietro Mera detto il Fiammingo (1570 ca.–1645) che rappresentava la Madonna col Bambino venerati dalle figure inginocchiate di un papa, un imperatore, un doge e un cardinale. Non è chiara la posizione delle altre tre pale del Mera (Santa Caterina, la Fuga in Egitto e la Madonna col Bambino e san Giovanni) e della tela di Domenico Tintoretto, forse una Sacra Famiglia con i santi Giovannino e Anna. A questi si aggiungevano, secondo la pubblicazione del 1733 dello Zanetti, un «quadretto della maniera di Gian Bellino» sopra una porta, il soffitto ed altri quadri alle pareti di Angelo Venturini, un allievo del Balestra.
Opere che risultarono tutte scomparse al ritorno delle monache nel 1821 cosicché furono costrette a commissionare due nuove pale a Lattanzio Querena.